# 科尔伯特县
科尔伯特县（英語：Colbert County）是位于美国亚拉巴马州西北部的一个县，县治塔斯坎比亚。根据美国人口调查局2000年统计，共有人口54,984，其中白人占81.52%、非裔美国人占16.62%。
该县是为了纪念奇克索印第安酋长乔治·科尔伯特和利维·科尔伯特兄弟而命名的。